# Revolta de Jintian
A Revolta de Jintian ou Levante de Jintian (chinês tradicional: 金田起義, chinês simplificado: 金田起义, pinyin: Jīntián Qǐyì) foi uma revolta armada formalmente declarada por Hong Xiuquan, fundador e líder da Sociedade de Adoração a Deus, em 11 de janeiro de 1851, durante
a era da dinastia Qing da China. A revolta recebeu o nome da base rebelde em Jintian, uma cidade em Quancim na atual Guiping, que marcou o início da Rebelião Taiping.

## Contexto
Em 1843, Hong Xiuquan, Feng Yunshan e Hong Rengan fundaram a Sociedade de Adoração a Deus (拜上帝教), uma seita cristã heterodoxa, no condado de Hua (花縣; atual distrito de Huadu, Cantão). No ano seguinte, viajaram para Quancim para divulgar seus ensinamentos à população camponesa. Depois disso, Hong Xiuquan retornou à província de Cantão para escrever sobre suas crenças, enquanto Feng Yunshan permaneceu na área do monte Zijing (紫荊山) para reunir pessoas como Yang Xiuqing e Xiao Chaogui para se juntarem à sua seita.

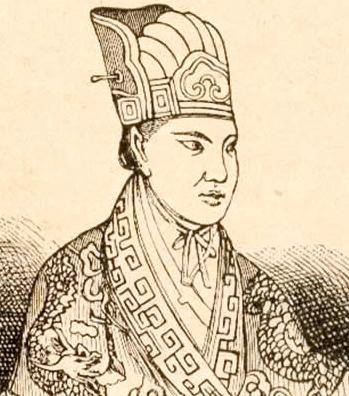
Suposta ilustração de Hong Xiuquan

## Preparações
Por volta de 1849, uma fome eclodiu em Quancim e a Tiandihui (Sociedade do Céu e da Terra) se rebelou contra a dinastia Qing.
Em fevereiro de 1850, tropas locais passaram por várias aldeias de Adoradores de Deus e ameaçaram matar os convertidos. Em resposta, Feng Yunshan começou a pedir uma revolta aberta pelos Adoradores de Deus. Em julho de 1850, os líderes do Adoração a Deus orientaram seus seguidores a convergir em Jintian e rapidamente reuniram uma força de 10 a 30 mil pessoas. Em preparação para uma revolta, Hong organizou esses homens em formações militares, cada uma liderada por comandantes com patentes militares: um marechal (軍帥) comandou cinco marechais divisionais (師帥); cada marechal de divisão comandava cinco marechais de brigada (旅帥); cada marechal de brigada comandava cinco chefes de infantaria (卒長); cada chefe de infantaria comandava quatro majores (兩司馬); cada major comandava cinco líderes de companhia (伍長); cada líder de companhia tinha quatro soldados sob seu comando. O número total de oficiais e alistados chegou a 13.155 até o final daquele mês, e também foram criadas fileiras civis para governar a população civil restante.
O exército imperial Qing em Quancim não era particularmente forte, com apenas cerca de 30 mil soldados, e estava ocupado em suprimir a rebelião de Tiandihui. Hong Xiuquan e seus seguidores foram capazes de construir suas forças sem serem notados pelo governo.

## Primeiras movimentações
No 12º mês lunar de 1850, Li Dianyuan (李殿元), comandante do exército Qing em Xunzhou, liderou suas tropas para cercar uma das residências de Hong Xiuquan na aldeia de Huazhoushanren (花洲山人村), condado de Pingnan (平南縣) em um tentativa de erradicar os rebeldes. No entanto, Hong Xiuquan e Feng Yunshan foram salvos por reforços enviados por Yang Xiuqing e retornaram a Jintian. No 1º dia do 1º mês lunar de 1851, uma força imperial comandada por Zhou Fengqi (周鳳歧) e seus deputados Li Dianyuan e Iktambu (伊克坦布) lançaram uma ofensiva em Jintian. No entanto, os rebeldes anteciparam o ataque e montaram uma emboscada perto do dique de Siwang (思旺圩) e da aldeia de Caijiang (蔡江村), a cinco quilômetros de Jintian. As tropas do governo foram derrotadas pelos rebeldes e Iktambu foi morto.

## A revolta
No dia 11 do primeiro mês lunar de 1851, que também era o aniversário de Hong Xiuquan, a Sociedade de Adoração a Deus proclamou a revolta em Jintian, declarando a formação do Reino Celestial Taiping.
Cinco regras para seus militares foram declaradas:
- Seguir ordens
- Homens e mulheres devem ser segregados durante o movimento
- Não cometa nenhum erro
- Seja justo e harmonioso
- Coopere e não recue durante a batalha

Os rebeldes trocaram suas roupas, mantiveram seus cabelos compridos (os homens anteriormente tinham que usar seus cabelos em trança de acordo com a lei Qing) e amarraram um pano vermelho em volta da cabeça. No 13º dia, eles foram para Dahuangjiangkou (大湟江口).

## Confrontos subsequentes
À medida que os rebeldes se moviam para o sudeste, os rebeldes Tiandihui totalizando mais de 2 mil liderados pelos generais Luo Dagang (羅大綱) e Su Sanniang (蘇三娘) se juntaram a Hong Xiuquan. Enquanto isso, o oficial Qing Li Xingyuan (李星沅) ordenou que o general Xiang Rong liderasse 2 mil homens para atacar os rebeldes, com uma força de apoio adicional de mil homens de Guizhou. No dia 18 do 2º mês lunar de 1851, Xiang Rong foi acompanhado por outros exércitos imperiais liderados pelo generais Li Nengchen (李能臣) e Zhou Fengqi, e eles atacaram Dahuangjiangkou simultaneamente de leste a oeste. No entanto, eles entraram em campos minados criados pelos rebeldes e foram emboscados, sofrendo várias centenas de baixas. As forças do governo foram forçadas a interromper sua ofensiva e adotar uma tática de cerco.
Os rebeldes retiraram-se sob o manto da escuridão na noite do 10º dia do 3º mês lunar para o condado de Wuxuan. As tropas imperiais perseguiram, mas foram emboscadas novamente. Ambos os lados chegaram a um impasse perto do dique de Sanli (三里圩). No 23º dia, Hong Xiuquan se declarou o "Rei Celestial" (天王). No 3º dia do 4º mês lunar, o governador de Quancim, Zhou Tianjue (周天爵) e Xiang Rong reuniram mais de 6 mil soldados para atacar, mas foram expulsos pelos rebeldes. Depois de sofrer derrotas contínuas, Li Xingyuan morreu no 12º dia do 5º mês lunar. Quatro dias depois, os rebeldes romperam o cerco e avançaram em direção a Xiangzhou (象州). As forças Qing os perseguiram enquanto o recém-implantado exército imperial de 1 mil homens da cidade de Cantão liderado pelo general Ulantai (烏蘭泰) estava estacionado na aldeia de Liangshan (梁山村). A força de Xiang Rong foi enviada para o cume de Jie (界嶺) para bloquear a rota dos rebeldes para o norte.
Na batalha do cume de Du'ao (獨鰲嶺; localizado ao norte da aldeia de Liangshan), o exército de Wulantai foi severamente atacado pelas forças rebeldes. No entanto, como as tropas do governo possuíam uma vantagem geográfica, foram capazes de desviar as tentativas dos rebeldes de romper o cerco. No sétimo mês lunar, os rebeldes foram forçados a se retirar de Xiangzhou para sua base original no monte Zijing (紫荊山), Guiping. Embora o plano de expedição ao norte dos rebeldes não tenha se concretizado, eles conseguiram atrair um grande número de classes mais baixas para se juntar a eles e obtiveram uma grande quantidade de suprimentos. Isso marcou a escalada do conflito que seria conhecido como Rebelião Taiping.